# 밥상을 차리는 여자
밥상을 차리는 여자는 KBS2TV에서 1991년 4월 10일부터 1991년 5월 2일까지 매주 수,목 밤 21시 50분에 방영되었던 드라마인데 전쟁의 후유증으로 상처받은 어머니와 딸 사이에 증폭되는 미움, 그리고 그 딸이 성장해서 낳은 딸과의 또 다른 미움과 애정, 삶의 성숙기에 이르러서야 비로소 갈등의 틈새에 도사린 사랑을 깨닫게 되는 딸의 모습을 보여준다.
한편, 이 작품은 정재순(극중 강씨 역)이 아버지한테 버림받은 후 딸(가혜)(김창숙 분)을 혹처럼 생각하며 신경질적인 면모를 보인다는 내용 때문에 따끔한 눈초리를 샀다.

## 제작진
- 극본 : 홍영희
- 연출 : 맹만재

## 출연진
- 김창숙 : 가혜 역
- 한인수
- 정재순 : 강씨 역
- 신애라 : 은수 역
- 안영주 : 심씨 역
- 노주현 : 주명 역
- 김기섭
- 전원주
- 장순천
- 남윤정
- 반석진
- 안대용

## 참고 사항
- 김창숙 (가혜 역), 노주현 (주명 역)은 담당 PD(맹만재)가 1998년 초 KBS를 떠난 뒤 프리랜서를 선언한 후 연출했던 작품에 속한 iTV 일일드라마 해바라기 가족[2]과 같은 시간대(월~목 오후 9시 30분)에 경쟁한 프로그램이었던 KBS 2TV 결혼합시다 (김창숙)[3], 똑바로 살아라 (노주현)[4] 출연진에 속했다.